# ایک (شهرستان یرمکیفسکی، باشقیرستان)
ایک (انگلیسی: Ik, Yermekeyevsky District, Republic of Bashkortostan) یک شهرک در شهرستان یرمکیفسکی استان باشقیرستان کشور روسیه است.